# مارلين وايت
مارلين وايت (بالإنجليزية: Marilyn White)‏ هي منافسة ألعاب القوى أمريكية، ولدت في 17 أكتوبر 1944 في لوس أنجلوس في الولايات المتحدة.

## وصلات خارجية
- مارلين وايت على موقع اللجنة الأولمبية الدولية (الإنجليزية)
- مارلين وايت على موقع أوليمبيديا (الإنجليزية)